# Organo Kilham
Organo di Kilham, è un organo animale, scoperto dallo zoologo Ben Kilham, dal quale prende il nome, situato nella bocca degli orsi bruni.
Serve specialmente nei cuccioli a riconoscere, assaggiandoli anche per alcuni secondi, fiori e piante, riconoscendo così quelli nocivi. Questa è finora l'unica scoperta dello scienziato zoologo con le prerogative del metodo scientifico, e che quindi potrebbe essere attendibile. Se così fosse, però, si potrebbero rivalutare altri esperimenti (ad esempio il riconoscimento di se stessi nello specchio o altri esperimenti con scimpanzé che dovevano riuscire a impilare delle scatole per prendere un premio in cibo) fatti con campione ridotto e quindi difficilmente valutabili.